# Kepler-7 b
Kepler-7 b è un pianeta extrasolare che orbita attorno alla stella Kepler-7, distante 3377 anni luce dal sistema solare, nella costellazione della Lira. La sua massa è all'incirca 138 volte quella terrestre, il 43% di quella di Giove, nonostante il suo raggio sia maggiore di quest'ultimo (1,48 RJ). Ha infatti una densità molto bassa, pari a 166 kg/m³, sette volte meno di Giove, il che lo rende il secondo pianeta scoperto più rarefatto conosciuto, secondo solo a WASP-17b

## Stella madre
La stella madre del pianeta, Kepler-7, è una nana gialla leggermente più massiccia del Sole del 35%, con un raggio 1,84 volte superiore ed una temperatura prossima ai 6000 K. Pare essere, secondo i modelli evolutivi, nella parte finale della sua permanenza nella sequenza principale

## Scoperta
Il pianeta è stato scoperto nella prima ondata di scoperte tramite la Missione Keplero, nelle prime 6 settimane di osservazioni. Kepler è un satellite puntato in direzioni di stelle simili al Sole alla ricerca di pianeti adatti ad ospitare la vita tramite il metodo del transito. Le prime scoperte furono annunciate il 4 gennaio 2010 nella riunione invernale dell'American Astronomical Society, a Washington.

## Caratteristiche
Kepler-7 b è un pianeta gioviano caldo, la sua distanza dalla stella madre, 0,06 UA, è infatti notevolmente inferiore a quella di Mercurio dal Sole. Ha una densità del 17% di quella dell'acqua, paragonabile ad esempio a quella del polistirene. Di tutti i pianeti finora scoperti, solo WASP-17b sembra meno denso di Kepler-7 b.